# La muerte de un perro
 La muerte de un perro  es una película coproducción de Argentina, Francia y Uruguay filmada en colores dirigida por Matías Ganz sobre su propio guion que se estrenó el 5 de noviembre de 2020 y que tuvo como actores principales a Guillermo Arengo y Pelusa Vidal.

## Sinopsis
Mario y Silvia pretenden a su edad una vida tranquila pero algunos incidentes los sumerge en un espiral de inseguridad y paranoia al que arrastrarán también a su familia.

## Reparto
- Guillermo Arengo	...	Mario
- Laura Baez	...	Maite
- Ezequiel Fernández	...	Felipe
- Soledad Gilmet	...	Verónica
- Lucio Hernández	...	Cremador
- Ana Katz	...	Dueña de Cuki
- Ileana López	...	Alicia
- Lalo Rotaveria	...	Juan
- Ruth Sandoval	...	Guadalupe
- Pelusa Vidal	...	Silvia

## Comentarios
Marko Stojiljković en el sitio ‘Cineuropa’ opinó:

”...una sátira social y una deconstrucción inteligente del estilo de vida pequeñoburgués a través de una historia que combina géneros como la comedia, el drama y el thriller cocinado a fuego lento....la vida armoniosa e idílica que nuestra anciana pareja protagonista...nunca conseguirá. Sylvia está jubilada...Mario es un veterinario distraído que comete un error en una operación rutinaria al perro del título...dando lugar a una serie de protestas tanto en Facebook como en la puerta de la clínica de Mario....La casa de Mario y Sylvia...sufre un robo y es saqueada en su ausencia...La pareja...se muda temporalmente a la casa de su hija, pero la paranoia de Sylvia también empieza a afectar a Mario y se descontrola, abriendo una brecha entre las generaciones y animando a la pareja a considerar extrañas teorías conspiratorias sobre los acontecimientos recientes, que giran en torno a la violencia y al asesinato accidental…Ganz...demuestra gran habilidad para la narración escribiendo una historia atractiva para el público internacional, pero dotándola de un sabor local combinado con un sentido del humor rápido e irónico. Sus conocimientos sobre la paranoia relacionada con la clase social y el miedo a la vejez no son nuevos pero están muy bien integrados en la historia. El uso que hace el director de la música...como medio para crear la atmósfera de la película también es uno de sus principales puntos fuertes, mientras el trabajo de cámara...pinta un retrato no turístico de Montevideo. Sin embargo, los verdaderos héroes son los actores. Tanto Arengo como Vidal tienen entre manos una tarea compleja, y ambos personajes podrían haberse convertido en sketches caricaturescos. Afortunadamente, sus instintos y su control son muy buenos, por lo que el distraído Mario y a la paranoica Sylvia son personajes fuertes y memorables, y ambos cargan con La muerte de un perro.

## Premios
Festival de Cine Underground Calgary 2020
- Ganadora del Premio del Jurado a la mejor película de ficción.

Festival de Cine de Nashville 2020
- Nominada al Gran Premio del Jurado en la competición de nuevos directores.

Festival de Cine Slamdance  2020
- Nominada al Gran Premio del Jurado a la mejor película de ficción.

Festival de Cine Noches Negras de Tallinn  2019
- Nominada al Premio a la Mejor Película en la competición de directores debutantes.